# Theodoros von Samos

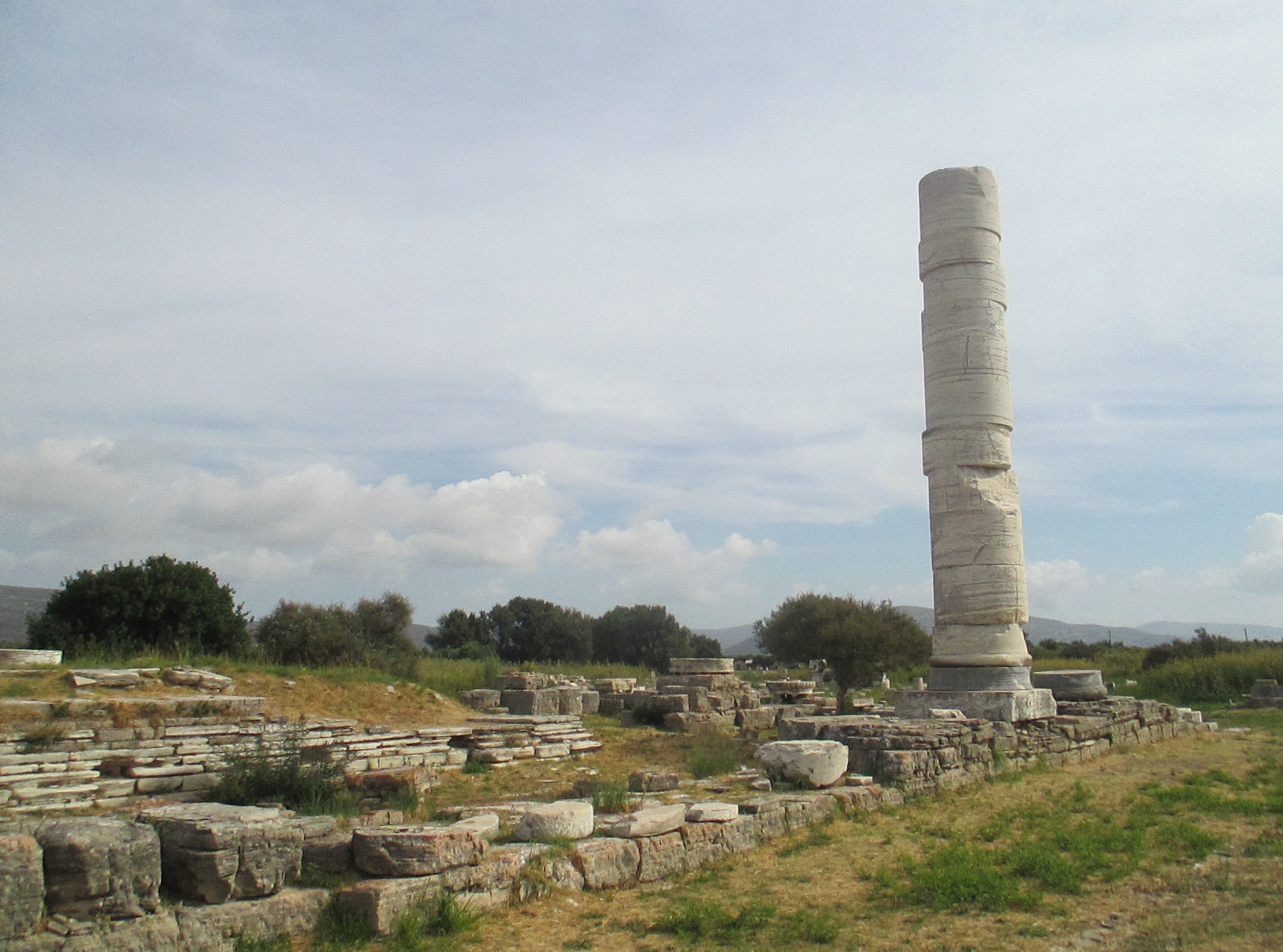
Heraion von Samos, Reste des 2. Tempels

Theodoros von Samos war ein antiker griechischer Architekt, Ingenieur und Kunsthandwerker (Erzgießer, Gemmenschneider) in der Mitte des 6. Jahrhunderts v. Chr.
Er stammte aus Samos, war laut Herodot und anderen Sohn des Telekles und Kollege des Rhoikos. Diodor und Diogenes Laertios machten ihn zu dessen Sohn.
Nach der Naturgeschichte des älteren Plinius erfand er Winkelmaß, Wasserwaage, Drehbank und Schlüssel. Er soll nach Pausanias und Platon eine neue Bronzegussmethode eingeführt und hierbei mit Rhoikos zusammengearbeitet haben. Möglicherweise ist dies mit der um die Mitte des 6. Jahrhunderts v. Chr. aufkommenden Technik zu verbinden, einzeln gegossene Bronzewerkstücke nicht mehr zu vernieten, sondern mit aufgegossener Bronze zu verschmelzen. Nun erst wurden gegossene Bronzestatuen möglich, wie Funde aus Athen belegen. So sieht auch Helmuth Schneider Theodoros und Rhoikos als diejenigen an, die den Hohlguss von Bronze erstmals auf größere Skulpturen übertrugen, während diese Technik für kleinformatige Objekte wie die Greifenköpfe von Kesseln – auch in Samos – schon seit dem 7. Jahrhundert v. Chr. nachgewiesen ist. Theodoros war allgemein für die Qualität seiner Arbeiten auf verschiedensten Gebieten bekannt und einer der ersten „Techniker“, deren Namen überliefert sind.
Ihm wurden von verschiedenen Autoren zugeschrieben:
- Ein großer Silberkrater mit dem Fassungsvermögen von 600 Amphoren (1800 Liter), Geschenk des Krösus an Delphi[7]
- ein goldener Krater[8]
- Gravur des Rings des Polykrates, ein goldener Siegelring mit einem Smaragd[9]
- die goldene Rebe, die zum Schatz der Perserkönige gehörte[10]
- Kultbild des Apollon Pythios auf Samos[11]
- ein Selbstbildnis[12] Theodoros hatte nach Plinius einen Ruf wegen seiner Porträtähnlichkeiten und sein Selbstbildnis (mit Feile in der rechten Hand und eine Quadriga lenkend mit der linken Hand) wegen seiner Feinheit und Kleinheit berühmt gewesen sein und nach Präneste gebracht worden sein.

Er arbeitete viel mit Rhoikos zusammen. Mit diesem baute er das Heraion von Samos (Dipteros). Theodoros schrieb auch über den Tempel auf Samos. Theodoros soll beim Bau des Dipteros (Artemistempel) von Ephesos einen wichtigen Rat bezüglich der Gründung in einer Sumpfgegend gegeben haben. Er hatte bereits Erfahrung beim Heraion mit sumpfigem Baugrund gemacht und schlug in Ephesos eine Schicht aus Holzkohle und Schaffellen vor, die seiner Auffassung nach in der Gründung das Grundwasser aufhalten würde.  Nach Pausanias stammte auch die Skias in Sparta von ihm.